# ヨルゴス・ドニス
ヨルゴス・ドニス（ギリシア語: Γιώργος Δώνης、1969年10月22日 - ）は、ギリシャとドイツの元サッカー選手、現サッカー指導者。元ギリシャ代表。選手時代のポジションはMF。
ギリシャ人として初めてプレミアリーグでプレーした選手である。

## クラブ歴
パナシナイコスFCの下部組織からトップチームに昇格、1992年にトップチームに復帰した。パナシナイコスのサポーターは彼の擢んでた加速力から「電車」の愛称で呼んだ。
1996年6月5日、UEFAチャンピオンズリーグ準決勝進出後、ボスマン判決を利用して1億ドラクマのギリシャサッカー史上最高額でプレミアリーグのブラックバーン・ローヴァーズFCに移籍。しかしブラックバーン・ローヴァーズではパフォーマンスが不安定で、22試合で2得点という結果に終わった。
その後AEKアテネFCに移籍しギリシャに戻ったが、1999年にEFLチャンピオンシップ所属のシェフィールド・ユナイテッドFCとハダースフィールド・タウンFCに在籍し引退した
。

## 代表歴
1991年12月22日に行われたUEFA EURO '92予選のマルタ代表戦で代表初出場。合計では24試合5得点の結果を残した。

## 監督歴
選手引退後は監督業に転向した。2002年にイリシアコスAOで監督業を始め、4部にいたチームを2部にまで昇格させた。
2004年にAEL 1964の監督に就任、2部にいたチームを1部に昇格させ中位につけた他、2006-07シーズンはキペロ・エラーダスで優勝した。この結果UEFAカップ 2007-08の予選に参戦し、古巣のブラックバーン・ローヴァーズを倒して本戦に進出した。
2008年4月25日にAELの監督を辞任、同年5月14日に古巣のAEKアテネの監督に就任した。しかし11月17日にUEFAカップでの早期敗退を始めとして成績が振るわず解任された。
2009年にアトロミトスFCの監督に就任すると、2010-11シーズンにキペロ・エラーダスで決勝に進出したが、解任されたAEKアテネ相手に敗北した。翌年も決勝に進んだが延長戦の末敗北した。
2012年5月31日にPAOKテッサロニキの監督に2年契約で就任。2013年4月28日、キペロ・エラーダス準決勝敗退を受け、イヴァン・サーヴィディ会長に解任された。
2013年10月11日に2013-14シーズン末までの契約でパウロ・セルジオの後任としてAPOELニコシアの監督に就任。リーグとカップ両方を制覇し、ダブルを記録した。この成績を受け6月26日に1年の契約延長をした。8月にはHJKヘルシンキとオールボーBKを下してUEFAチャンピオンズリーグ 2014-15 グループリーグに進出した。しかしFCバルセロナ、パリ・サンジェルマンFC、アヤックス・アムステルダムが同組という組み合わせになってしまい、アヤックスからホームで勝ち点1を得たのみで終わった。2015年1月6日に最下位相手にホームで引分を記録するなどの成績不振により双方合意で契約解除となった。
同年2月25日にアル・ヒラルの監督に就任。AFCチャンピオンズリーグ2015では準決勝に進出した他、サウジ国王杯、クラウンプリンスカップのタイトルを獲得した。
2016年7月28日にアル・シャールジャの監督に2年契約で就任した。
2017年7月28日に2017-18シーズン末までの契約でマリオ・ベーンの後任としてAPOELの監督に再就任。2018年3月23日、首位転落によってブルーノ・バルタザルを監督に招聘したため解任。
2018年7月3日に古巣パナシナイコスの監督に3年契約で就任。2020年7月19日にヤニス・アラフゾス会長との確執が原因で退任した。
2020年、マッカビ・テルアビブFCの監督に就任。
2021年3月、アル・ワフダ・メッカの監督に就任。
2022年1月16日、ファティフFCの監督に就任。

## 私生活
西ドイツのフランクフルト・アム・マインで生まれ、6歳の時に家族でギリシャに帰国した。ただ、両親は彼が生まれる前からフランクフルトに長く住んでいたという。
息子のフリストス・ドニス、アナスタシオス・ドニスはともにサッカー選手。

## タイトル

### 選手時代
パナシナイコスFC
- ギリシャ・スーパーリーグ：2回（1994-95、1995-96）
- キペロ・エラーダス：3回（1992-93、1993-94、1994-95）
- ギリシャ・スーパーカップ：2回（1993、1994）

### 指導者時代
イリシアコスAO
- デルタ・エスニキ（英語版）：1回（2002-03）
- ガンマ・エスニキ（英語版）：1回（2003-04）

AEL 1964
- ギリシャ・フットボールリーグ（英語版）：1回（2004-05）
- キペロ・エラーダス：1回（2006-07）

APOELニコシア
- キプロス・ファーストディビジョン：2回（2013-14、2017-18）
- キプロス・カップ：1回（2013-14）

アル・ヒラル
- サウジ国王杯：1回（2015）
- サウジ・スーパーカップ：1回（2015）
- クラウンプリンスカップ：1回（2015-16）